# Andrew McCord
Andrew McCord (* um 1754 in Stony Ford, Provinz New York; † 1808 ebenda) war ein US-amerikanischer Politiker. Zwischen 1803 und 1805 vertrat er den Bundesstaat New York im US-Repräsentantenhaus.

## Werdegang
Andrew McCord wuchs während der britischen Kolonialzeit auf. Er besuchte Gemeinschaftsschulen und die Newburgh Academy. Am 7. November 1775 nahm er als Delegierter am Konvent in New Paltz teil, um Deputierte für den zweiten Provinzkongress zu wählen. Er wurde am 31. Januar 1787 Quartiermeister in der Miliz von Ulster County. McCord stieg zum Captain auf, bevor er am 10. April 1798 zurücktrat. Er gehörte 1795, 1796, 1798, 1800, 1802 und 1807 der New York State Assembly an, wo er 1807 als Speaker tätig war.
Als Gegner einer zu starken Zentralregierung schloss er sich der von Thomas Jefferson gegründeten Demokratisch-Republikanischen Partei an. Bei den Kongresswahlen des Jahres 1802 wurde McCord im fünften Wahlbezirk von New York in das US-Repräsentantenhaus in Washington, D.C. gewählt, wo er am 4. März 1803 die Nachfolge von Theodorus Bailey antrat. Er schied nach dem 3. März 1805 aus dem Kongress aus.
Danach war er in der Landwirtschaft tätig. Er starb 1808 in Stony Ford und wurde auf dem Familienfriedhof seiner nahegelegenen Farm beigesetzt, der später zerstört wurde. Seine Überreste wurden nicht umgebettet.